# Mysteriet i Marlow
Mysteriet i Marlow (en: The Man in the Brown Suit) er en spændingsroman fra 1924, skrevet af Agatha Christie. Den findes i en ældre oversættelse på dansk som Manden i det brune tøj
Det er den første af den type romaner, hun selv betegnede som "lette at skrive".  Ingen af Christies sædvanlige detektiver Hercule Poirot og Jane Marple deltager i opklaringen, men oberst Race står i spidsen for efterforskningen.

## Plot
Da Anne Beddingfield, en ung eventyrlysten kvinde, overværer en tilsyneladende ulykke og beslutter sig for at undersøge den nærmere, bliver hun involveret i en sag, der omfatter røveri, spionage og mord. Hun følger et spor til Sydafrika, hvorfra en storforbryder organiserer et verdensomspændende mafialignende gangstervælde. 
Det er svært at finde ud af, hvem der er ven og fjende, men det lykkes Anne at finde frem til bagmanden. Løsningen omtales i Agatha Christies fortælleteknik.

## Fortællestil
I sine tidlige spændingsromaner benyttede Christie sig af en "let, eventyragtig" fortællestil, som tillader læseren at identificere sig med hovedpersonen. Historien berettes gennem to dagbøger, Annes egen og Sir Eustache Pedlers  Mod slutningen bliver Anne forelsket, men er genstanden for hendes kærlighed helt eller skurk?

## Versioner
The Evening News købte rettighederne til at bringe historien som føljeton.

## Anmeldelser
Manden i det brune tøj anses for en af de bedste af de tidlige Agatha Christie romaner. 

## Udgave på dansk
- Maylands ;1925
- Carit Andersen (De trestjernede kriminalromaner, bind 9); 1961 – Under titlen: Manden i det brune tøj
- Carit Andersen (De trestjernede kriminalromaner, bind 9); 1966 – Under titlen: Manden i det brune tøj
- Forum, (bind 9); 1973 ISBN 87-553-0223-8 – Under titlen: Manden i det brune tøj
- Wøldike; 1985 ISBN 87-7233-507-6 – Under titlen: Manden i det brune tøj